# Szakállas remetekolibri
A szakállas remetekolibri (Threnetes ruckeri) a madarak osztályának sarlósfecske-alakúak (Apodiformes)  rendjébe és a kolibrifélék (Trochilidae) családjába tartozó faj.

## Rendszerezése
A fajt Jules Bourcier francia ornitológus írta le 1847-ben, a Trochilus nembe Trochilus Ruckeri néven.

## Alfajai
- Threnetes ruckeri ruckeri (Bourcier, 1847)
- Threnetes ruckeri venezuelensis Cory, 1913
- Threnetes ruckeri ventosus Bangs & T. E. Penard, 1924[2]

## Előfordulása
Belize, Costa Rica, Guatemala, Honduras, Nicaragua, Panama, Kolumbia, Ecuador és Venezuela területén honos.
Természetes élőhelyei a szubtrópusi és trópusi síkvidéki és hegyi esőerdők, cserjések, valamint ültetvények és másodlagos erdők. Állandó, nem vonuló faj.

## Megjelenése
Testhossza 11 centiméter.

## Életmódja
Nektárral táplálkozik, de kisebb ízeltlábúakat is fogyaszt. A hím nem annyira territoriális mint más kolibrifaj hímek.

## Szaporodása
Fészekalja 2 fehér tojásból áll, melyen csak a tojó költ. A fészket a földtől 2–4 méter magasságban helyezi el.

## Természetvédelmi helyzete
Az elterjedési területe nagyon nagy, egyedszáma pedig ismeretlen. A Természetvédelmi Világszövetség Vörös listáján nem fenyegetett fajként szerepel.